# Argia rosseri
Argia rosseri là một loài chuồn chuồn kim trong họ Coenagrionidae.
Argia rosseri được miêu tả khoa học năm 2002 bởi Tennessen.